# Ferdinand Stadler

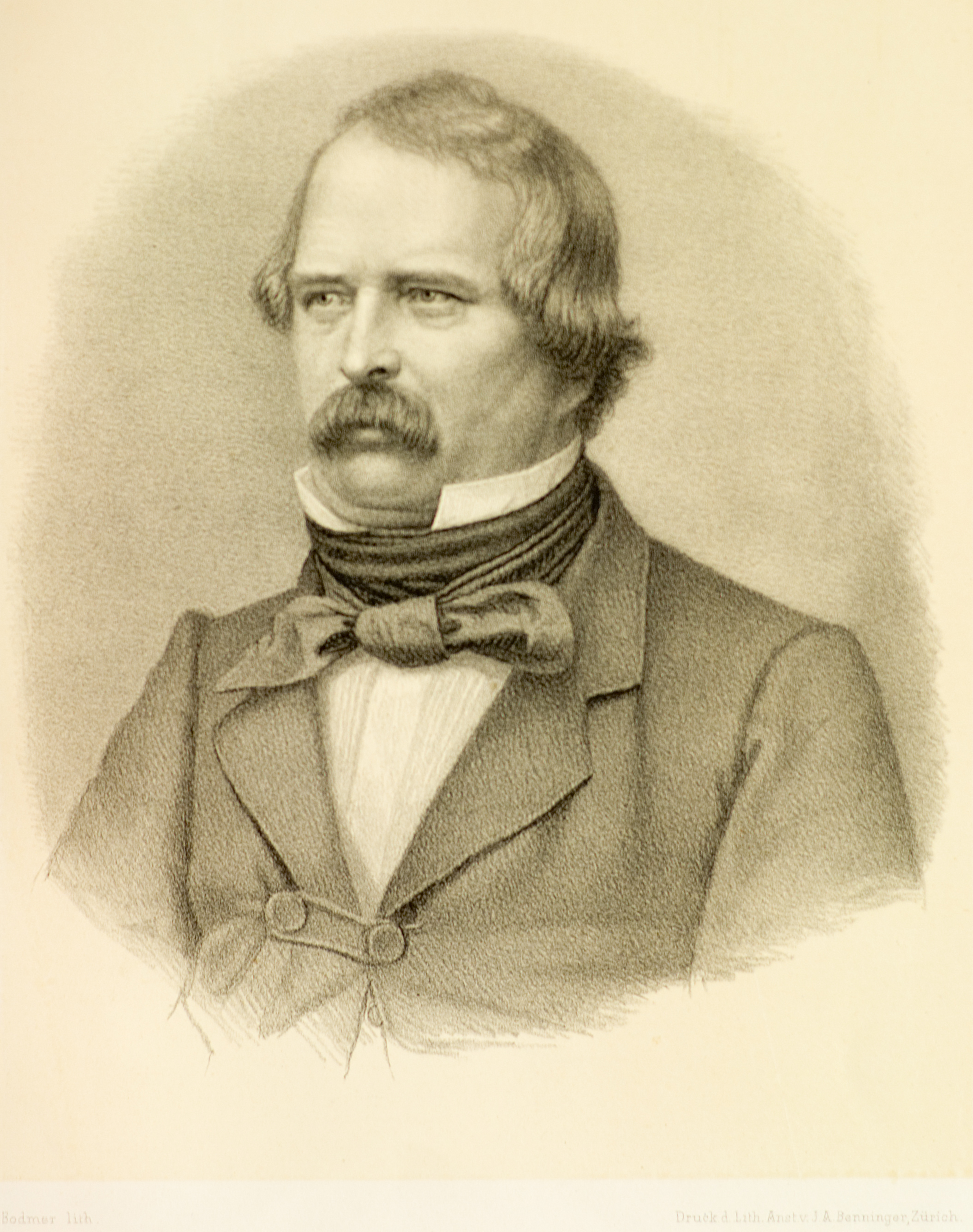
Ferdinand Stadler, Lithografie

(Caspar) Ferdinand Stadler (* 23. Februar 1813 in Zürich; † 24. März 1870 ebenda) war ein Schweizer Architekt aus der Generation vor Semper. Er entwarf unter anderem die Stadtkirche Glarus, die Elisabethenkirche (Basel), die Christuskirche in Nazareth und die Halle für das Winkelrieddenkmal von Ferdinand Schlöth in Stans.

## Charakterisierung
Von einem produktiven Zimmermann wurde er zu einem der ersten Architekten der Schweiz, die vom blossen Entwerfen leben konnten. Nach der Gründung des Polytechnikums besetzte er als erster die Stelle als Lehrer für Baukonstruktion.
Stadler war ein früher Vertreter des Historismus, sein Markenzeichen waren neugotische Kirchengebäude. Abgesehen von zwei Ausnahmen, einem Wohnhaus in Neustadt an der Weinstrasse und der Christuskirche in Nazareth, stehen seine Bauten in der Schweiz, die meisten davon in Zürich.
In den Augen seiner Zeitgenossen gehörte Stadler nicht zur ersten Garde der Architekten, ein wirklich grosser weltlicher Bau wie das Bundeshaus oder der Hauptbahnhof Zürich blieb ihm verwehrt. Das Werkverzeichnis von Andreas Hauser listet 197 Werke, von denen viele gebaut wurden. Später wurden jedoch vor allem die Profanbauten abgebrochen, von den Kirchen hingegen nur wenige.
Stadlers Konkurrenten (Leonhard Zeugheer, Gustav Albert Wegmann, Joseph Caspar Jeuch), die vor allem profan bauten, wurden rückblickend Opfer dieser Entwicklung. Misst man die Bedeutung anhand der Anzahl heute erhaltener Bauten, gehört Stadler zu den wichtigsten historistischen Architekten der Schweiz.

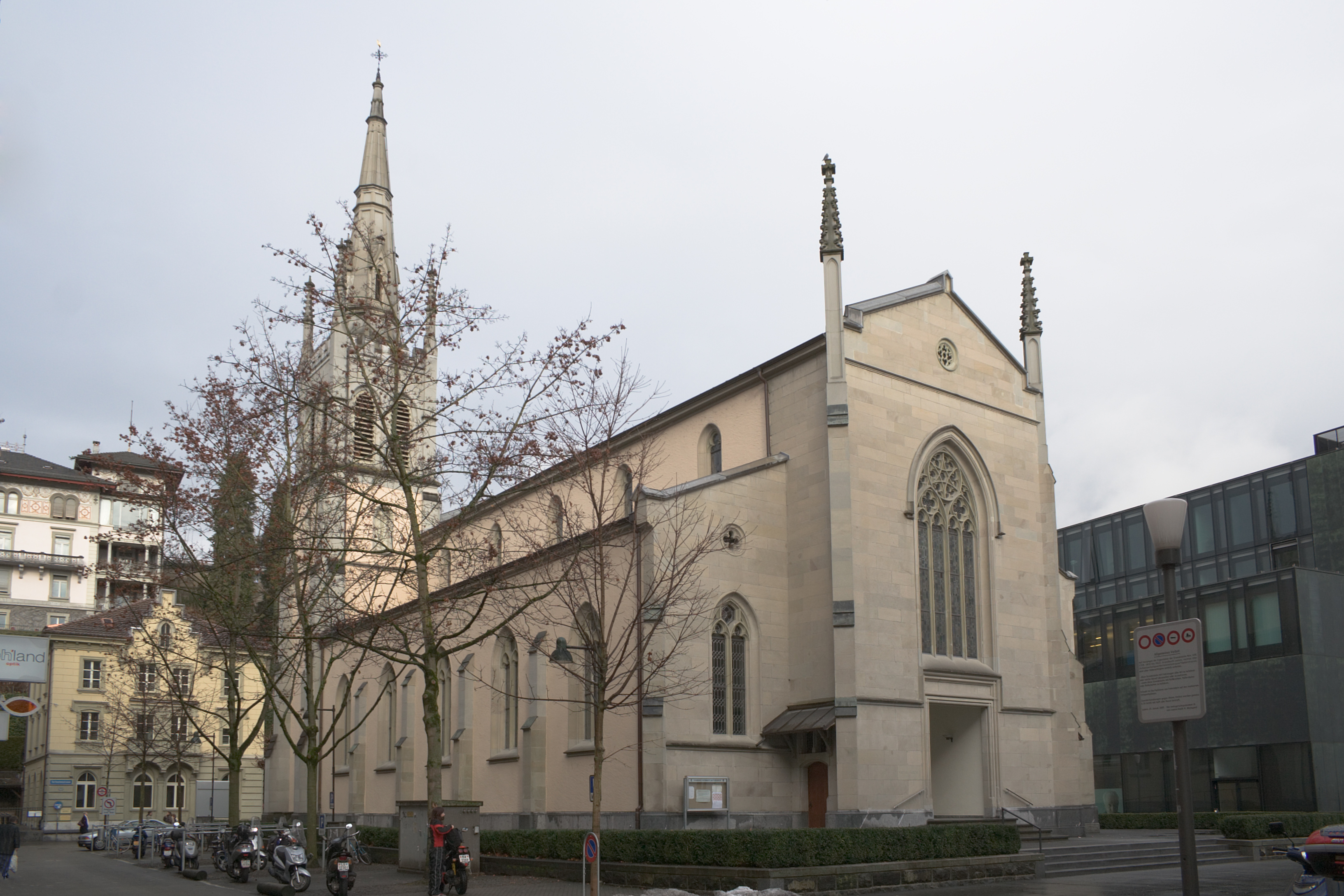
Matthäuskirche im Zentrum Luzerns

## Leben

### Herkunft und Kindheit

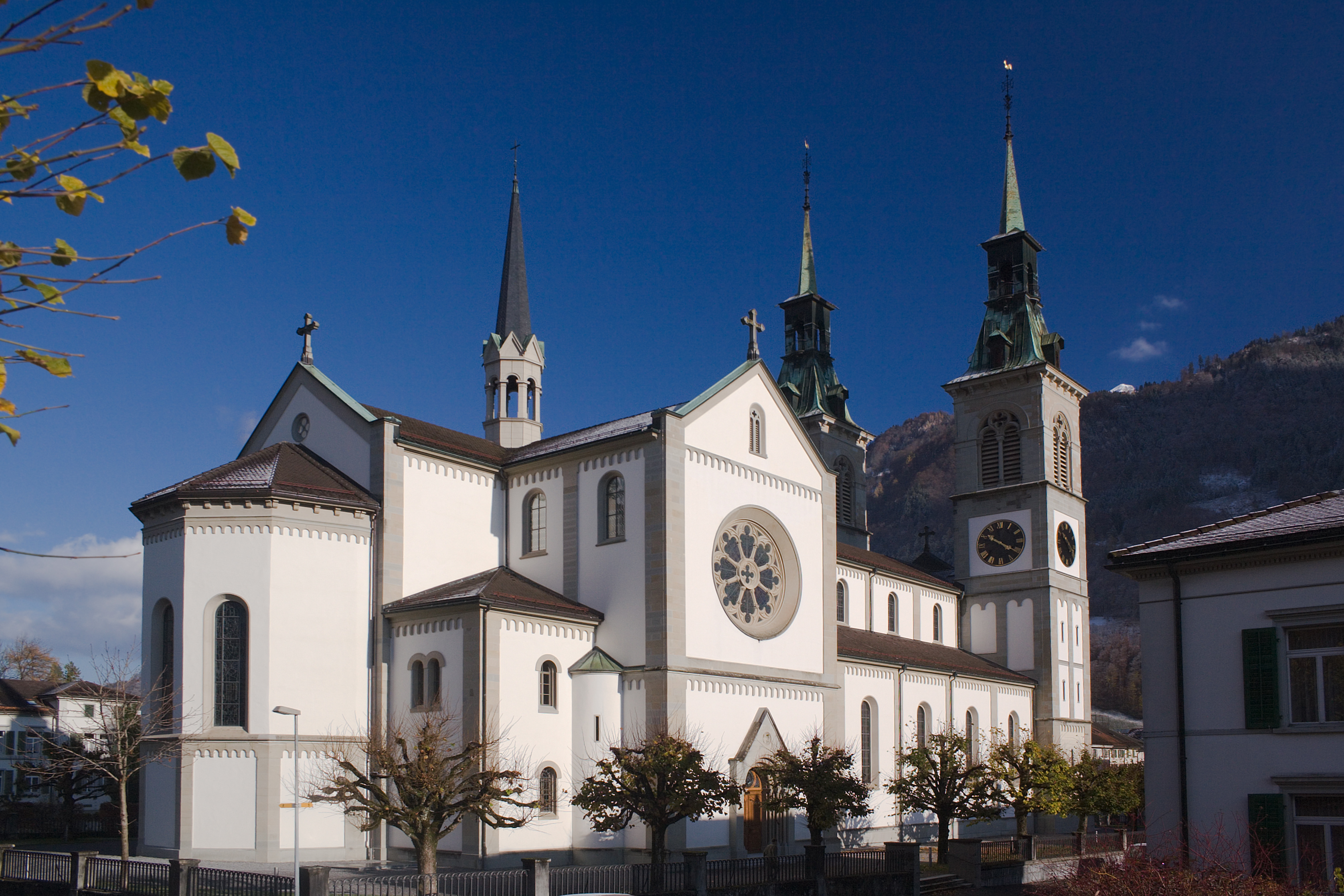
Das Wahrzeichen von Glarus, die Stadtkirche

Ferdinands Urgrossvater Hans Conrad (1712–1774), sein gleichnamiger Grossvater (1752–1819) und Vater Johann Caspar (1786–1867) waren Baufachleute, der Vater führte die grosse Zimmerei traditionsgemäss weiter. Mit seiner Frau Elisabeth geborene Morf hatte Stadler senior zehn Kinder, Ferdinand war der Älteste und damit bestimmt, das elterliche Geschäft später zu übernehmen. Der jüngere Bruder August Conrad sollte wie der jüngere Bruder (Hans Conrad) des Vaters Maurer werden. Sein weiterer Bruder Johann Jakob Stadler wurde Landschaftsmaler.
Bereits im Alter von zehn Jahren zeichnete er im Atelier seines Vaters unter Anleitung von Angestellten. Im Mai 1825 trat er in das „Hünische Privatinstitut Horgen“ ein, eine vorwiegend kaufmännisch orientierte Schule. Mit 15 schickte ihn der Vater kurze Zeit nach Genf zu Ferdinands Vetter Carl Wilhelm Hirschgartner (1806–1840), einem Architekten.
Bevor er auf väterliche Anweisung gegen seinen Willen eine Lehre als Zimmermann machen musste, arbeitete er bis im Mai 1829 bei einem Ingenieuren Mayer. Dem pubertierenden Stadler erwuchs ein Selbstvertrauen, er schlug dem Vater nach dem ersten Lehrjahr 1830 vor, doch Künstler zu werden. Unter den Umständen war dieser Vorschlag jedoch chancenlos. Ferdinand beendet seine Lehre nach drei Jahren 1832 erfolgreich.

### Jugendjahre, Zimmermann
Bereits während der Lehre gründete er zusammen mit dem befreundeten Gustav Albert Wegmann (1812–1858) einen Architekturverein. Die SIA gab es dazumal noch nicht. Nach beendeter Lehre hielt die beiden nichts mehr davon ab, die Welt zu erkunden. Es folgte eine Reise nach Karlsruhe, wo einst der Architekt Friedrich Weinbrenner gelehrt hatte. Nach dessen Tod wurde im Oktober 1825 ein Polytechnikum gegründet, dem Heinrich Hübsch vorstand. Wegmann und Stadler gehörten zu den ersten Studenten, nachdem sie den Sommer hart und entbehrungsreich in ihrem jeweiligen Berufe gearbeitet hatten. Ein späterer wichtiger Lehrer war auch Friedrich Eisenlohr.
Von Karlsruhe aus bereiste Ferdinand Mainz, Speyer, Worms und Oppenheim, wo er die Dome studierte. Die Begeisterung für Sakralbauten sollte sein Leben lang andauern. Stadler war als Jüngling vermutlich ein Turner wie sein Freund, der Biograf Wegmanns berichtet: „Die rüstigen Turner scheuten die luftigen Wendeltreppen nicht (...).“ Sie erklommen gerne die Türme in den Städten, die sie besuchten, um die Architektur zu bewundern.
1835 trennte sich Stadler von Wegmann und bereiste München, Wien, Prag und Dresden, wo er den Architekten Karl Friedrich Schinkel traf. Dieser empfahl ihn auch bei Gottfried Semper, mit dem jedoch kein freundschaftliches Verhältnis entstand. Dieser Bruch sollte sich durch Stadlers ganzes Leben ziehen, Semper gehörte einer neuen Schule an und äusserte sich später abschätzig über Stadler und seine historistischen Bauten. In Jurys sollte er die Entwürfe Stadlers konsequent und erfolgreich ablehnen. In diesem Jahr gewann Stadler seinen ersten Preis an einem Architekturwettbewerb, die Pläne für die Neumünsterkirche in Zürich wurden mit dem dritten Rang von 14 Einsendungen ausgezeichnet.
1838 baute Stadler ein Wohnhaus mit Eckturm für die Familie Baur an der Bahnhofstrasse. Hauptamtlich arbeitete er als Zimmermann im väterlichen Betrieb. Am 6. Juni 1840 heiratete er die drei Jahre jüngere Barbara Waser. Am 5. Februar 1841 wurde er mit Bertha Barbara zum ersten Mal Vater, 1842 folgte Ferdinand, jahrs darauf Elise Henriette und 1845 Emma.

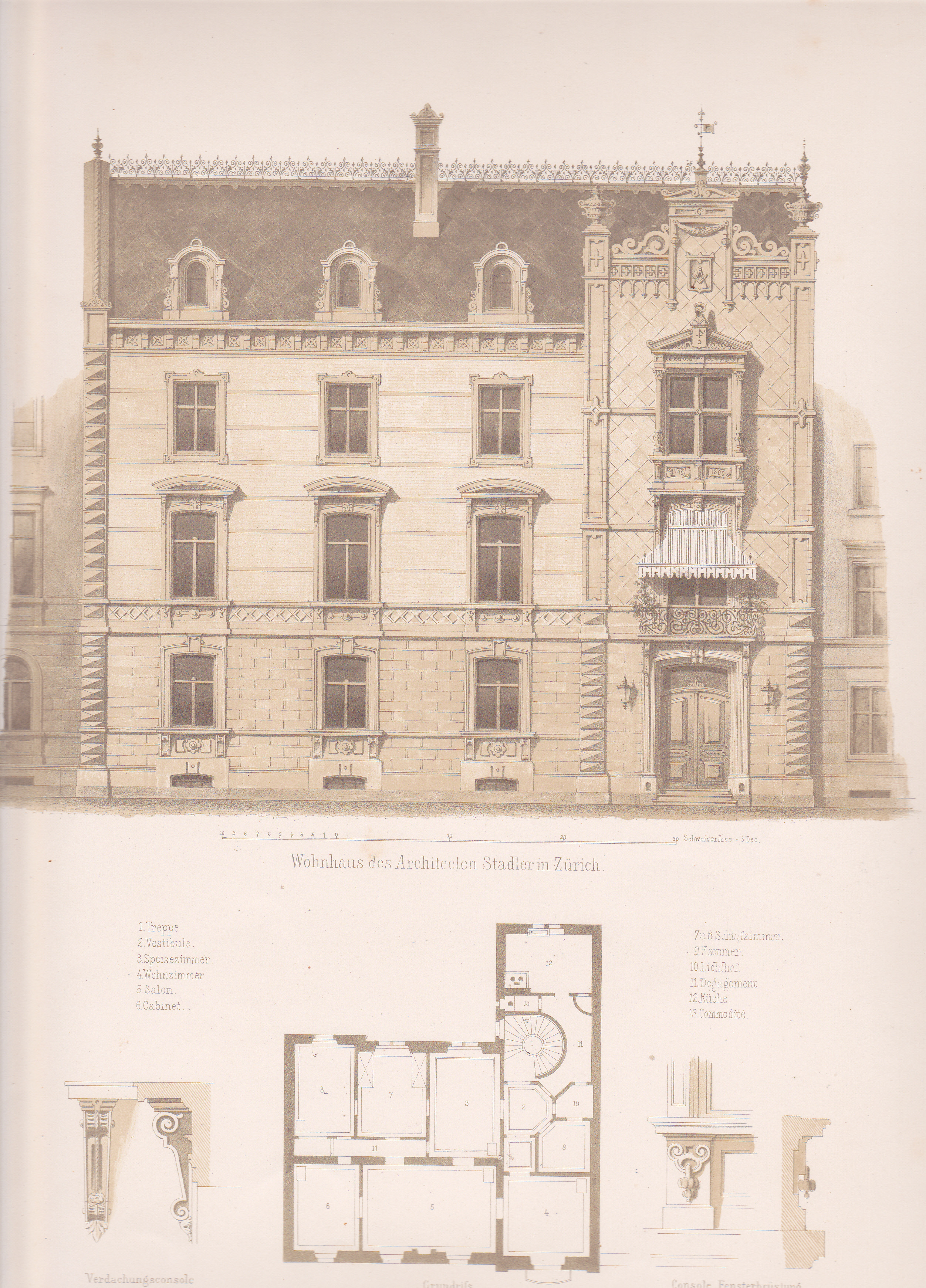
Ferdinand Stadlers eigenes Wohnhaus in Zürich-Enge

Trotz beschränkter Transportmöglichkeiten in der damaligen Zeit nahm Stadler 1840 an einem Wettbewerb für ein Börsengebäude in Frankfurt am Main teil. Von 37 Einsendungen gewann sein Beitrag den zweiten Preis. Ab 1842 widmete sich Stadler nur noch der Architektur.

### Architekt
Im selben Jahr entstanden Pläne für ein weiteres Wohnhaus für einen Professor Locher an der Bahnhofstrasse. Die Augustinerkirche in Zürich, eine der vier Kirchen in der Innenstadt, wurde von Ferdinand Stadler rekonstruiert und erweitert. Ein weiteres „Wohnhaus“ am Zürichsee für die Familie Forcart aus Basel entstand. Das Haus der Familie Forcart, genannt Villa Rosau, ist das letzte von Stadlers entworfene Wohnhaus und beherbergt heute den Baur au Lac Club. Der Begriff Wohnhaus in Zusammenhang mit Stadlers Arbeit ist meist mit einer Villa gleichzusetzen. Stadler soll sich selbst beklagt haben, nur noch solche zu zeichnen und einfachere Häuser zu vernachlässigen.

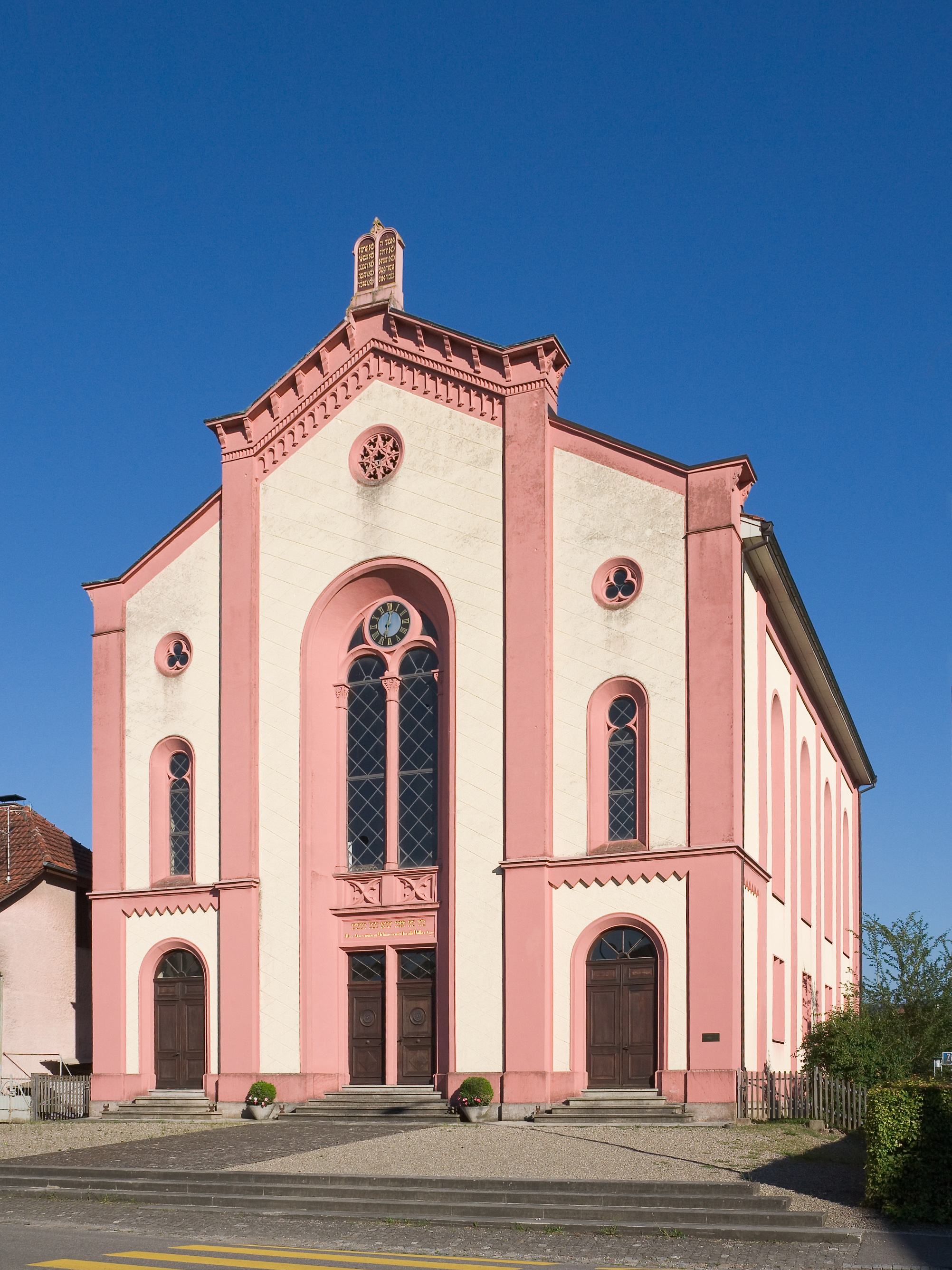
Synagoge Lengnau

1845 baute Stadler die Synagoge Lengnau, einem von nur zwei Orten, wo sich zu der Zeit Juden niederlassen durften. Als 1846 die Schweizerische Nordbahn von Zürich nach Baden gebaut wurde, lieferte Stadler Pläne für den Bahnhof Baden und einige Holzbrücken, nebenbei wurden verschiedene Villen gebaut.
In diesem Jahr starb sein Onkel Hans Conrad Stadler und hinterliess eine nicht fertiggestellte gotische Abdankungskapelle an der Promenadengasse 13. Ferdinand führt den Auftrag für ihn zu Ende, wobei der genaue Anteil Ferdinands am Werk nicht bekannt ist. Ein weiteres wichtiges Werk Stadlers ist die Kirche in Obfelden mit Plänen von 1847. Als Stadler 1848 München besuchte, wurde die Villa der Familie Rothpelz in Neustadt an der Weinstraße, damals zu Bayern gehörend, nach seinen Plänen fertig gebaut. König Ludwig von Bayern soll voll des Lobes über den Bau gewesen sein.
Ein anderes Thema beschäftigte Stadler damals: Die junge Eidgenossenschaft benötigte ein Gebäude für Bundesversammlung, Bundesrat und Bundesverwaltung. Nachdem in der Frage nach der Hauptstadt die Würfel für Bern gefallen waren, veranstaltete der Berner Gemeinderat einen Wettbewerb. Stadlers Entwurf vermochte das Preisgericht am meisten zu überzeugen, während eine inoffizielle Jury des Architektenvereins ihn auf den dritten Platz setzte. Stadler liess sich durch Kritiker verunsichern und überarbeitete seinen Entwurf, der aber auf noch weniger Zustimmung stiess. Schliesslich erhielt Jakob Friedrich Studer 1851 den Zuschlag, der von Stadlers zahlreiche Elemente übernahm.
Stadler hatte zeitlebens eine Abneigung gegen Vorgesetzte. Jedenfalls stellte die Anstellung ab 1853 als Hochbauarchitekt für die Schweizerische Nordostbahn Stadler nicht zufrieden, ständig nahm er an neuen Architekturwettbewerben teil. Hier fühlte er sich im Element und unabhängig, trotzdem brachten die Wettbewerbe genügend Geld. In der NOB-Zeit entstand ein neuer Kirchturm für Cham, das Fraumünster wurde restauriert. Hier kam Stadler die profunde Kenntnis des gotischen Stils zugute.
Im Verlaufe des Jahres 1855 wurde Stadler an das frisch eröffnete Polytechnikum berufen, die heutige ETH Zürich. Er setzte sich für seinen Freund Ernst Georg Gladbach ein, der in der Folge 1857 auch an das Polytechnikum berufen wurde. Stadler hielt ab dem Frühjahr 1856 als erster Lehrer für Baukonstruktion Vorlesungen, er stand jedoch nicht im Range eines Professors. Allerdings fühlte er sich zu stark eingeschränkt, um weiterhin an Wettbewerben teilzunehmen, daher verliess er das Polytechnikum bereits im Juni 1857 wieder. Inzwischen projektierte er  die Kirche in Unterägeri. 1858 erhielt Stadler den Auftrag, für das von Ferdinand Schlöth entworfene und später auch ausgeführte Winkelrieddenkmal in Stans eine Halle zu entwerfen, nachdem aus dem im Vorjahr ausgeschriebenen Wettbewerb keine befriedenden Lösungen hervorgegangen waren. Den definitiven Auftrag erhielt er aber erst sechs Jahre später, als auch die umstrittene Standortfrage geklärt war. Im September 1865 wurde das Denkmal samt der im neugotischen Stil gehaltenen Halle offiziell eingeweiht.

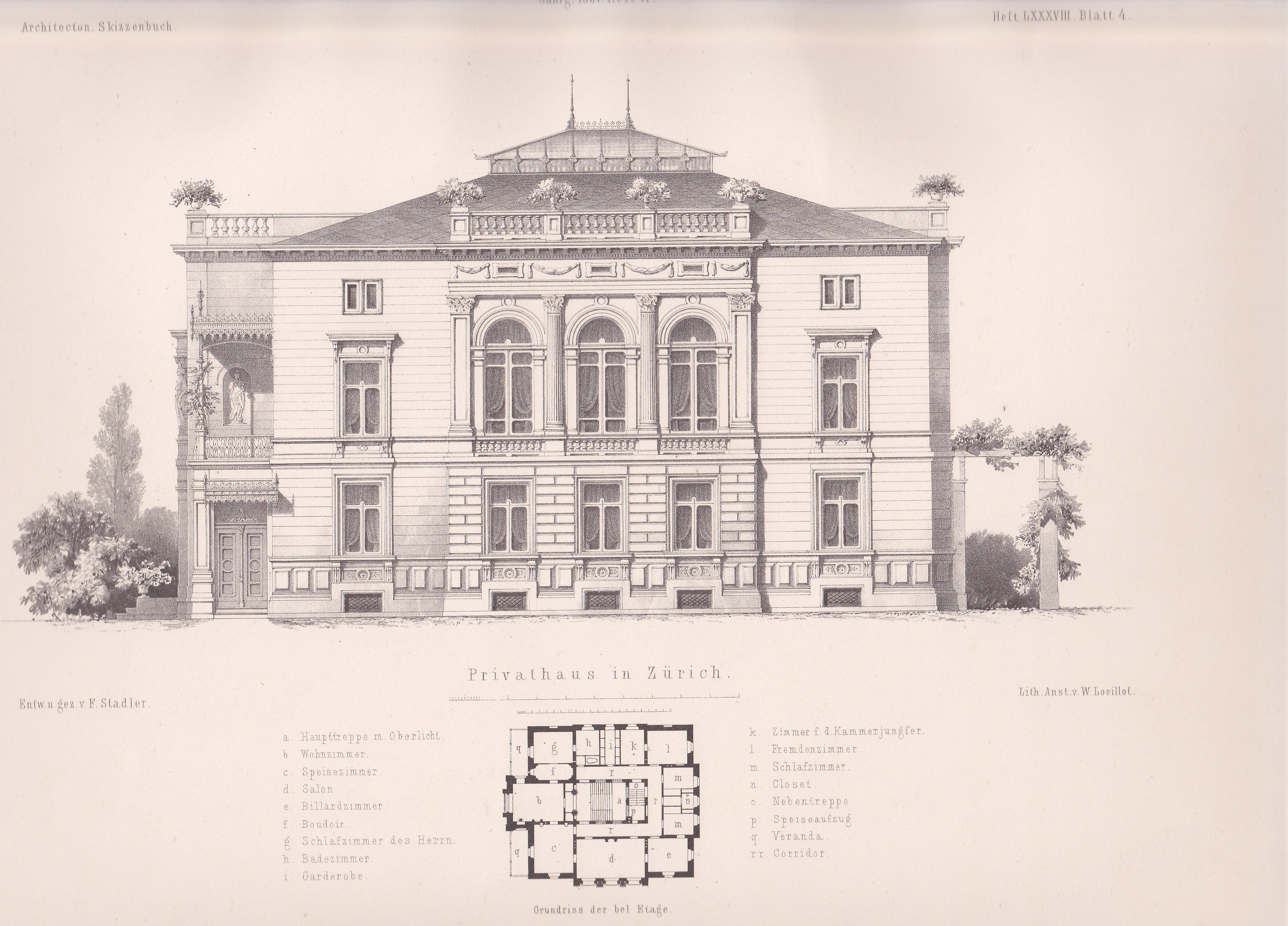
Ferdinand Stadler, Villa Martin Bodmer-Keller in Zürich, erbaut 1856–59

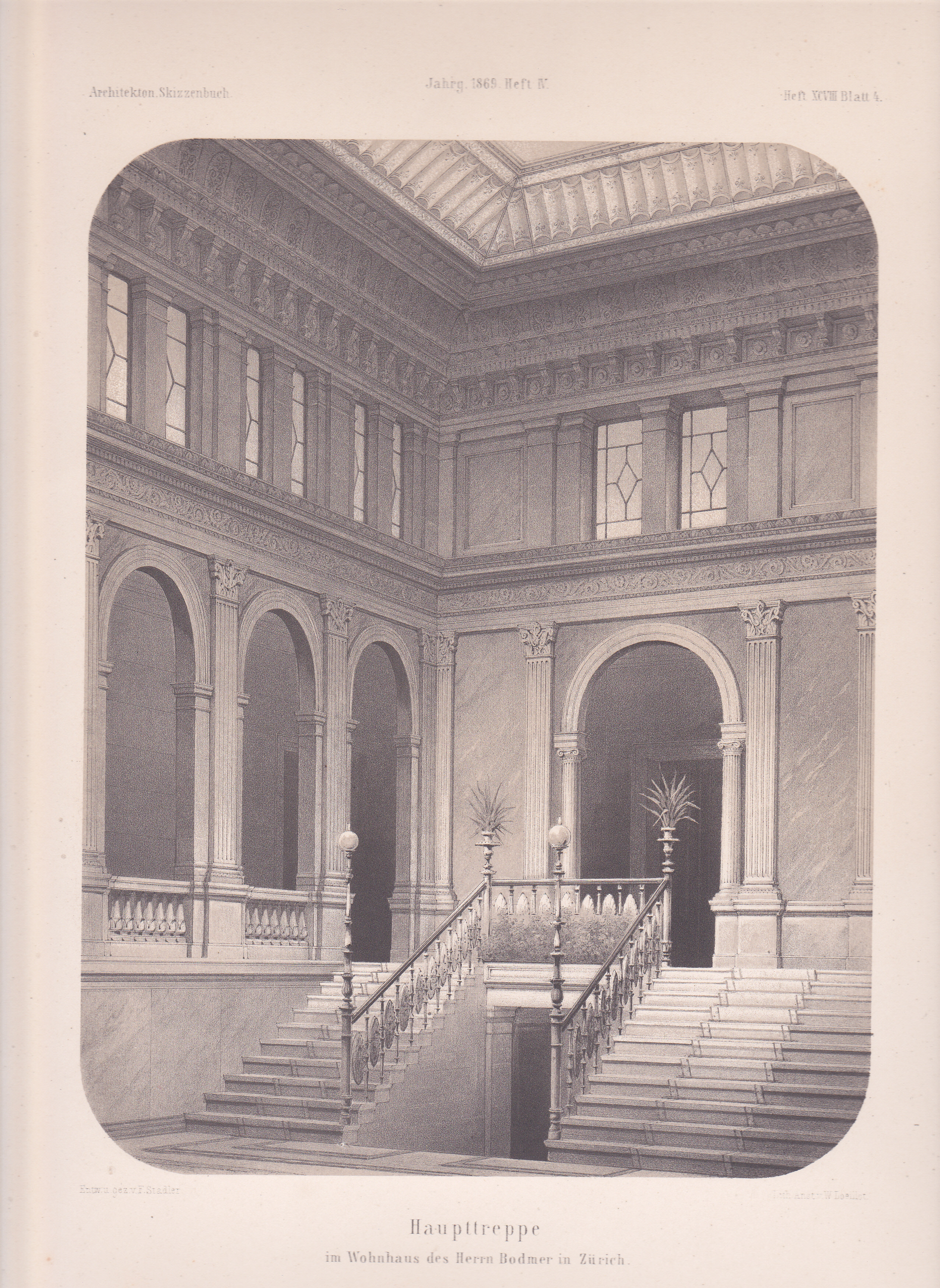
Ferdinand Stadler, Treppenhaus der Villa Martin Bodmer-Keller in Zürich, erbaut 1856–59

Dass Stadler nicht nur im neugotischen Stil baute, zeigt neben der bereits 1847 fertiggestellten Synagoge in Lengnau die Stadtkirche Glarus. Sie wurde als neuromanische Basilika 1864–1866 gebaut. Die Ausführung wurde allerdings einem Generalunternehmer übertragen, da Stadlers Kostenvoranschlag angezweifelt wurde. Eine genaue Kostenkontrolle gehörte auch bei anderen Bauten nicht zu den Stärken des Architekten. Seinerzeit wurde die Kirche von Katholiken und Protestanten genutzt, heute ist es eine rein protestantische Kirche.

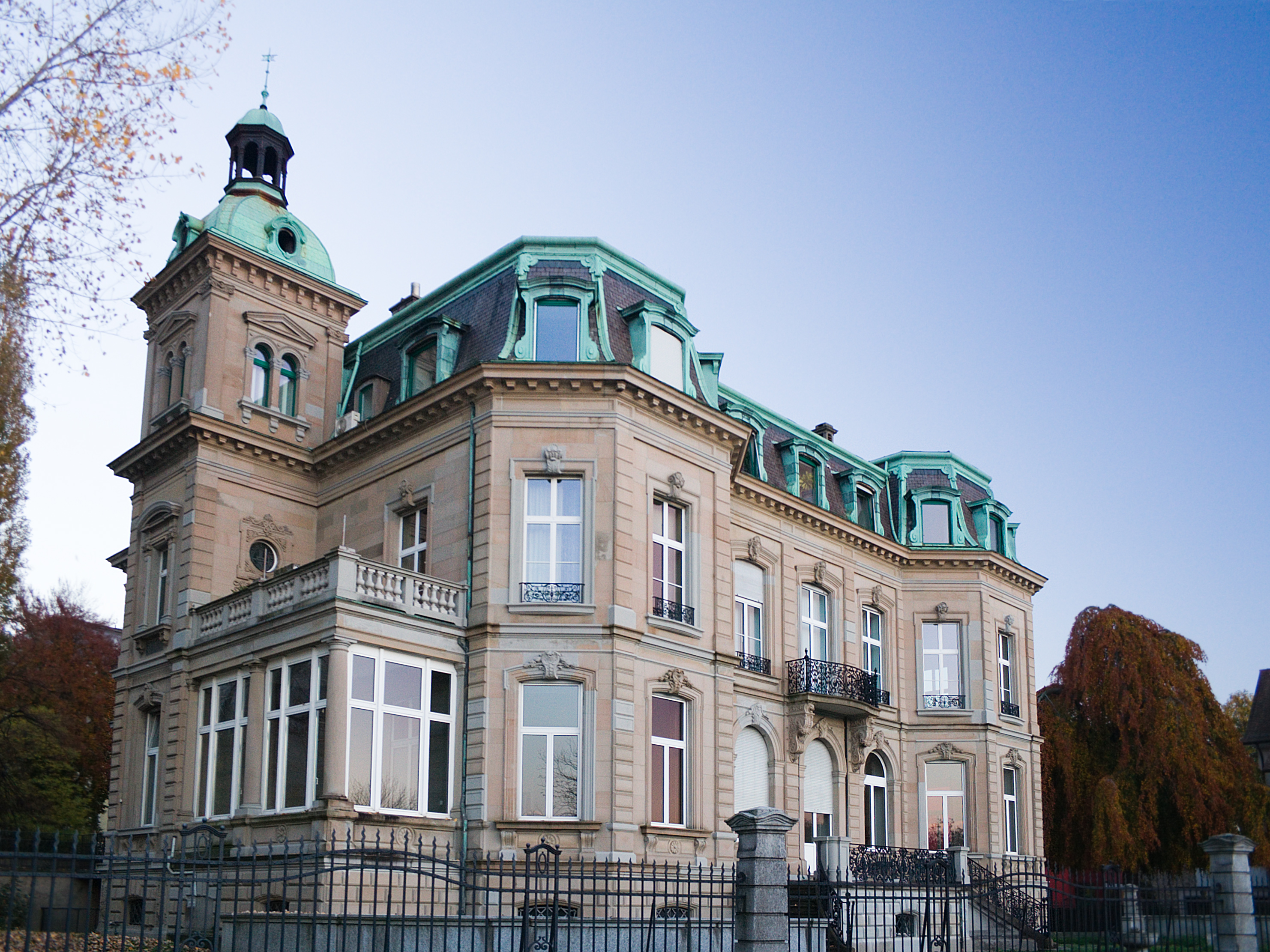
Die Villa Windegg ist Stadlers progressivster Bau

Mittlerweile wurde man auch im Ausland auf Ferdinand Stadler aufmerksam, seine Projekte hatten in Amsterdam Anerkennung und Anhänger gefunden, wie die Aufnahme als Mitglied in die „Königliche Akademie der feinen Künste“ in Amsterdam 1863 bezeugt. Dies half nur zum kleinen Teil über den Verlust seiner Gattin Barbara im März und kurz darauf seiner Mutter hinweg. Der Sohn Ferdinand, welcher später das Büro des Vaters übernehmen sollte, verstarb allerdings zu Ferdinand seniors Lebzeiten 1865 während seines Architekturstudiums. Damit verlor Ferdinand nicht nur seinen Sohn, sondern auch seinen Nachfolger im Architekturbüro.

### Lebensabend

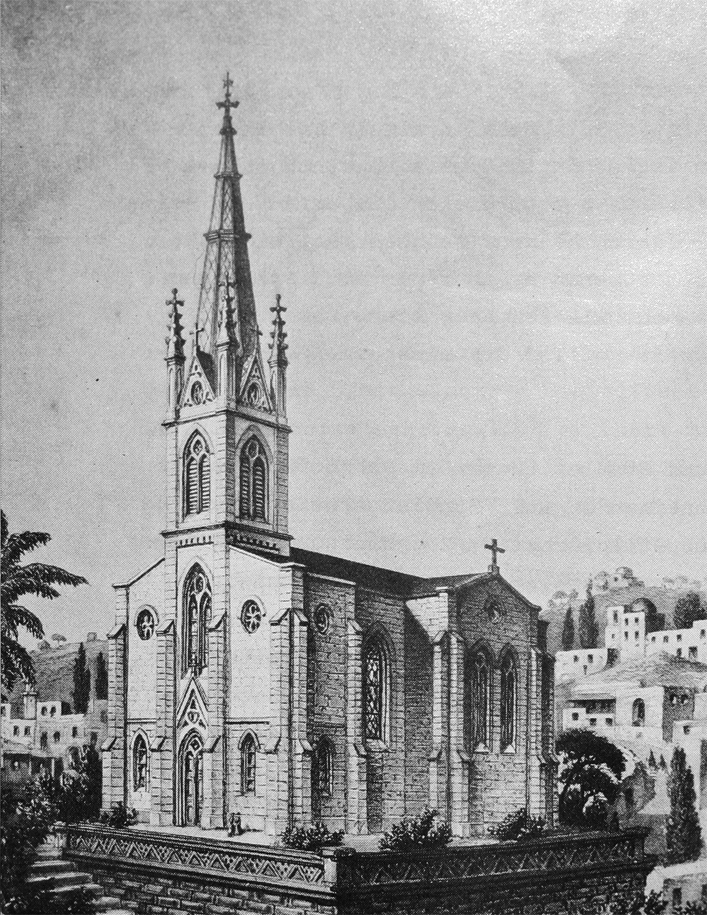
Stadlers letztes Werk: Die Evangelische Kirche in Nazareth

Eine seiner letzten Reisen führte Ferdinand Stadler nach Palästina, wo er noch auf der Reise erste Skizzen für eine evangelische Kirche in Nazareth entwarf. Die zuhause fertiggestellten Pläne schenkte er der Kirchgemeinde, welche darauf den Bau an die Hand nahm. Der Bau einer Kirche in unmittelbarer Nähe zur Verkündigungsbasilika stellte ein Höhepunkt in Stadlers Karriere dar. Die Einweihung am 1. Oktober 1871 sollte er allerdings nicht mehr miterleben. Von den persönlichen Niederschlägen müde geworden, starb er am 24. März 1870 kurz nach seinem 57. Geburtstag an einer Lungenentzündung.

## Stadlers Stil
Da der Historismus versucht, die Vergangenheit zu imitieren, ist es schwierig, einen spezifisch stadlerschen Baustil zu beschreiben. Grundsätzlich baute er im neuromanischen und neugotischen Stil. Wichtigstes Unterscheidungsmerkmal sind die runden (romanisch) oder spitzen (gotisch) Bögen über Fenstern und Türen.
Stadler baute die für das original Gotische typischen Kreuzrippengewölbe statt aus Stein aus Holz. Damit handelte sich Stadler viele Feinde ein, die Gewölbe seien unecht. Die Kirche Unterägeri und die Augustinerkirche Zürich wurden mit nicht tragenden Gewölben verziert, die Basler Elisabethenkirche hat ein gemauertes Gewölbe.
Aber auch bei den neuromanischen Bauten, beispielsweise der Stadtkirche Glarus, griff Stadler gerne zur Deckenkonstruktion aus Holz. In diesem Beispiel verleiht das naturbelassene Holz der Kirche ein warmes, schlichtes und auch heute noch modernes Aussehen.
Während im Mittelalter mit Stein gebaut wurde, versuchte Stadler, seine Bauten mit dem damals modernen Backstein kostengünstiger zu bauen. In Ermangelung einer Ziegelfabrik entstanden die Häuser dennoch meist in Sandstein. Das Kapitell wurde in Stadlers Bauten häufig reduziert oder ganz weggelassen.

## Nachwirkung

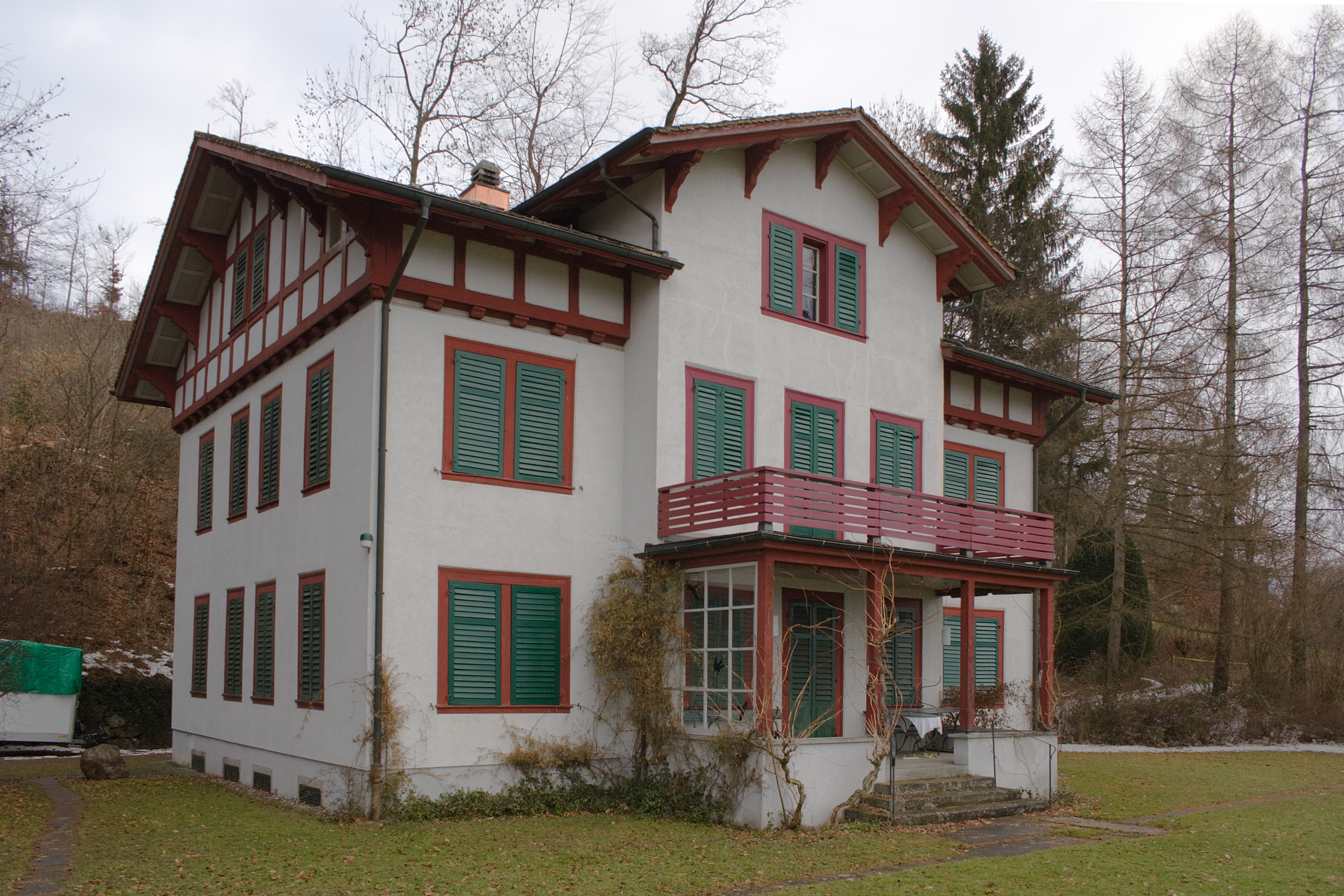
Das Landhaus in Rifferswil ist die besterhaltene stadlersche Villa

Stadlers Bauten hatten es in der Mitte des 20. Jahrhunderts schwer. Die Zürcher Innenstadt rund um die Bahnhofstrasse, die er baulich mit Wohnhäusern prägte, veränderte sich zu einer reinen Geschäftsadresse. Auch der Historismus galt zeitweise als verpönt. Weil viele Verzierungen in den Kirchen aus Holz statt aus Stein gefertigt wurden, verschrie man den Historismus als Schreinergotik. Stadlers Änderungen an der Augustinerkirche wurden in den 1950ern bis auf die Vergrösserung und die Fenster rückgängig gemacht.
Der Stadtkirche in Glarus brannte 1940 nieder, doch wurde sie fachmännisch restauriert. Nach einer zweiten grösseren Restaurierung von 1995 bis 1999 erhielt sie die Europa-Nostra-Medaille.
Auch die Basler Elisabethenkirche hatte Mitte 20. Jh. einen schweren Stand. Der Bau des Theaters unmittelbar neben der Kirche nahm dieser viel von ihrer exklusiven Lage. Die Kirche sollte gar einem Parkhaus weichen. Erst in der zweiten Hälfte des 20. Jh. setzte eine Trendwende ein, man erkannte die Neugotik als Ausdruck einer eigenen Epoche. In den 1990ern wurde die Kirche dann sorgfältig restauriert, seitdem wird sie als Offene Kirche weiterbetrieben. Die zurückhaltende Nutzung im vergangenen Jahrhundert hatte auch ihr Gutes: Viele Details im Inneren der Kirche sind erhalten geblieben.
Es ist einmalig, dass das Landhaus in Rifferswil als einziges Wohngebäude ununterbrochen als solches genutzt wurde. Daher ist auch im Inneren sehr vieles aus der Bauzeit noch erhalten.
Die Villa Rosau wurde 2016–2020 mit grossem Aufwand und in enger Abstimmung mit der Denkmalpflege einer Totalsanierung unterzogen. Der kleine spätklassizistische Palast wird seit 1970 als Sitz des Club Baur au Lac genutzt und umfasst u. a. Bar- und Restauranträume, Bankettsäle, Konferenz- und Besprechungsräume sowie Terrassen gegen den See.

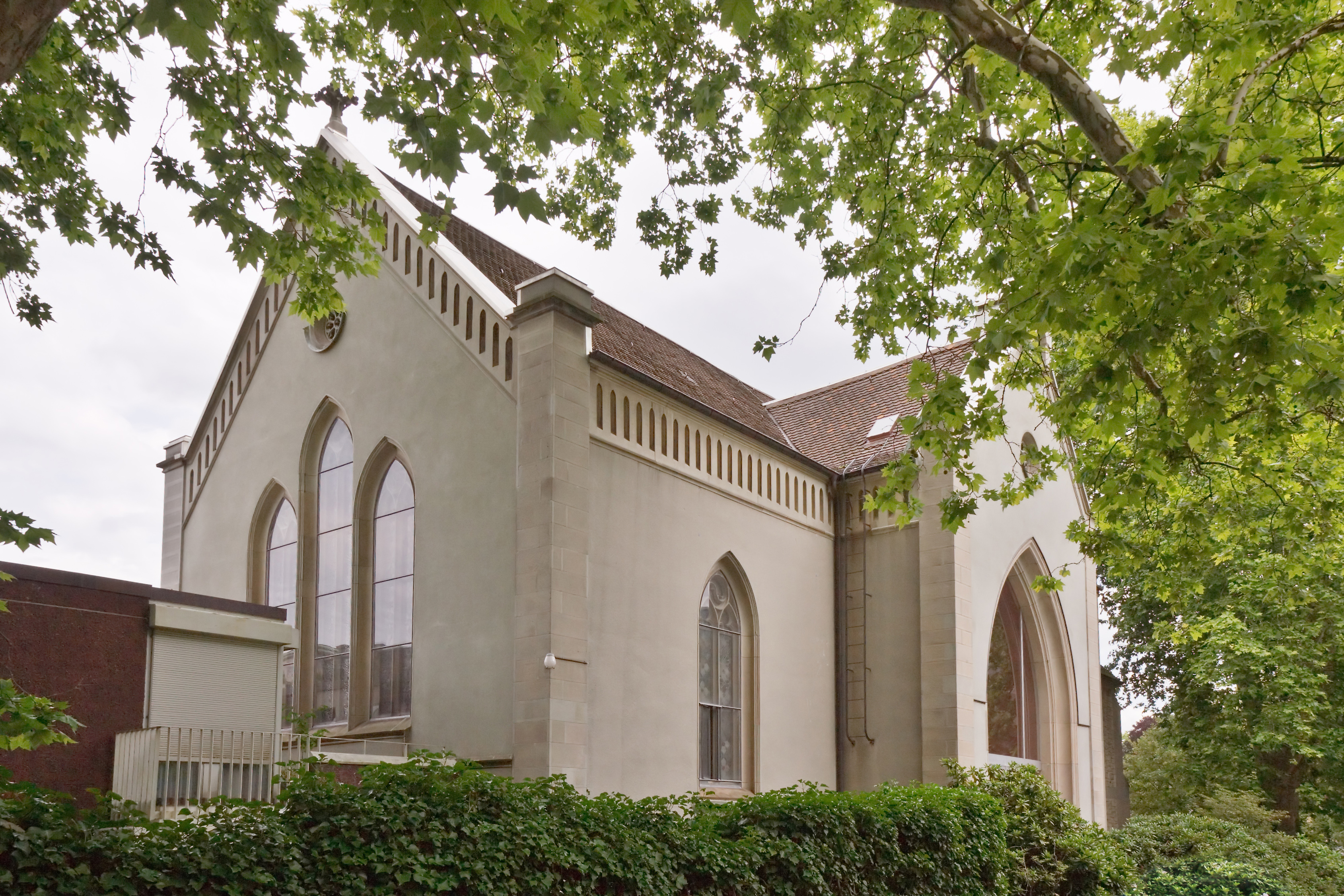
Die heutige Englische Kirche Zürich

Die Friedhofskapelle an der Hohen Promenade Zürich wurde im Laufe der Zeit zweiseitig angebaut und umgenutzt, da der angrenzende Friedhof aufgehoben wurde. Heute heisst die Kapelle «Saint Andrews Church», sie ist eine Kirche für Englischsprechende. Die für eine gotische Kirche wichtigen Fialen wurden entfernt und der Charakter der Kirche damit entstellt.

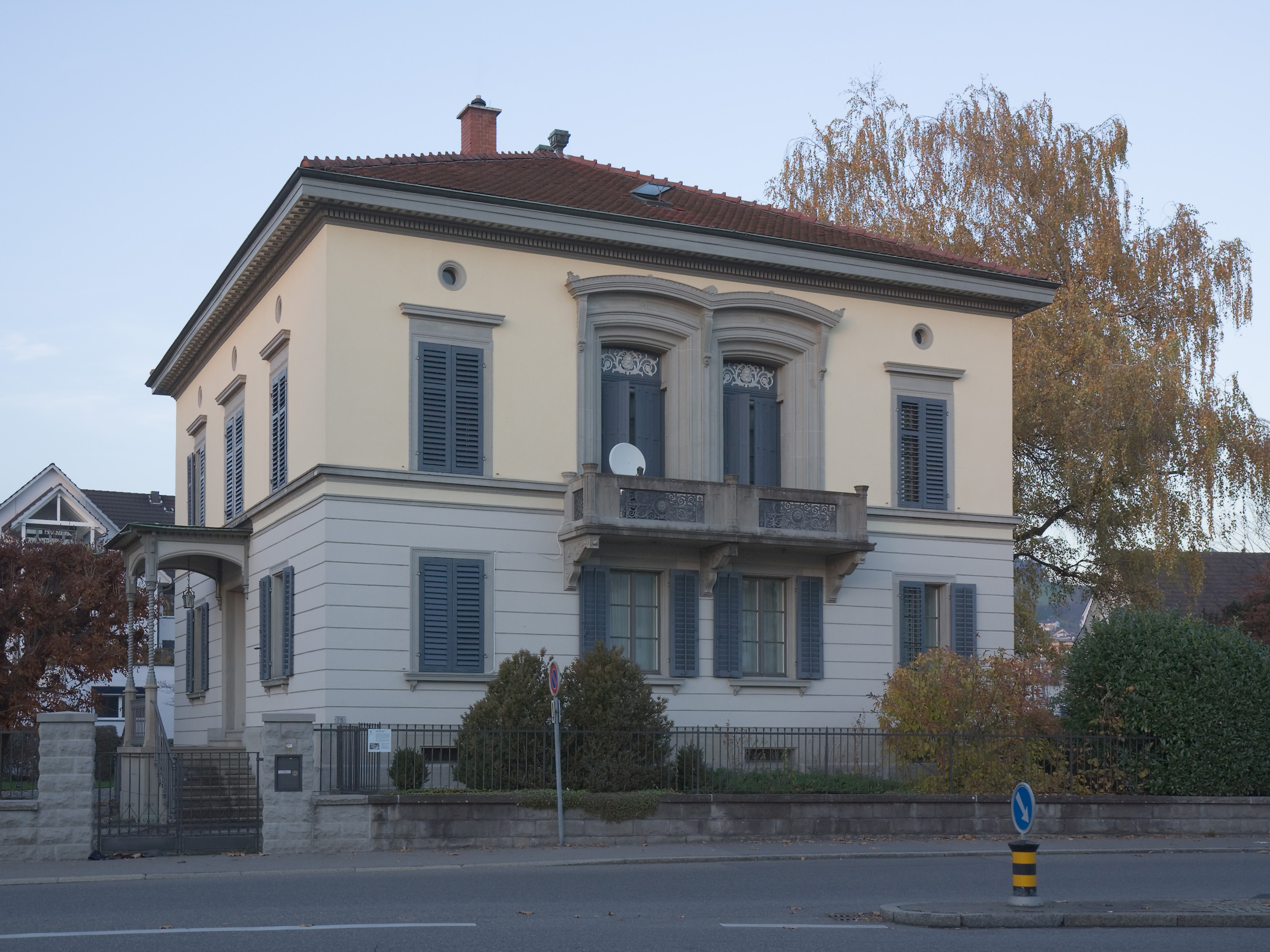
„Semperhaus“ in Stäfa

Ein weiteres Beispiel eines Privatbaus ist das sogenannte Semperhaus in Stäfa am Zürichsee. Irrtümlicherweise wurde es lange Gottfried Semper zugeschrieben, da Stadler zur gleichen Zeit wie Semper am Polytechnikum dozierte und im Haus ein Bild Semper's hing. Die Villa wurde als Industriellenvilla eines Textilfabrikanten gebaut. Nach der Wirtschaftskrise der 1920er/1930er Jahre kaufte der Kanton Zürich die Liegenschaft und richtete darin für 60 Jahre das Notariat ein. Anfangs 2001 wurde die Liegenschaft vom Kanton veräussert, von Privatpersonen mit Beizug des Rates der Kantonalen Denkmalpflege sorgfältig restauriert und wieder ausschliesslich Wohnzwecken zugeführt. Die Liegenschaft steht heute unter kantonalem Denkmalschutz.

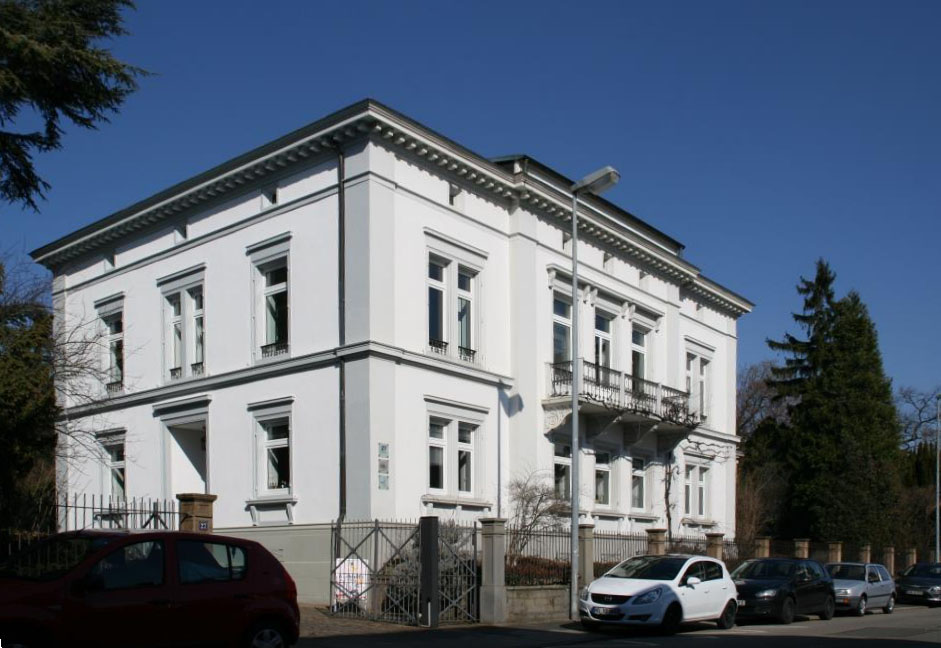
Villa in Neustadt an der Weinstraße, einer von zwei Bauten in Deutschland

## Weitere Werke
- Elisabethenkirche in Basel
- Matthäuskirche in Luzern
- Reformierte Kirche in Oberentfelden
- Reformierte Kirche in Baar, die erste reformierte Kirche im Kanton Zug
- Villa Rosau, am See beim Schanzengraben, Zürich
- 1850 "Semperhaus", Seestrasse 75, Stäfa https://www.domusantiqua.ch/de/die-haeuser/details/?id=33
- Kirchturm, reformierte Kirche, Stäfa
- Villa Schneeli, Falkenstrasse 20, Zürich, 1928 abgebrochen
- Villa "zum neuen Sihlgarten", Sihlstrasse Zürich, erbaut 1856–1859 für den Seidenfabrikanten Martin Bodmer-Keller, abgebrochen 1928
- Villa "Grabenhof", Fröschengraben (später Bahnhofstrasse) Zürich, erbaut 1861–1863 für Oberrichter Johann Jakob Escher-Bodmer, abgebrochen nach 1915
- Haus der Museumsgesellschaft, Limmatquai 62, Zürich, fertiggestellt 1868, erhalten
- Gewerbemuseum, damals Mädchengymnasium, Winterthur
- Villa in Neustadt an der Weinstraße, erbaut 1848 (eins von zwei Häusern Stadlers in Deutschland)
- Villa Zollinger an der Bellariastrasse 57 in Zürich-Wollishofen; abgebrochen und durch Neubauten ersetzt.